# Muerto al llegar
D.O.A. (titulada Muerto al llegar en Hispanoamérica y España) es una película estadounidense de suspense de 1988, dirigida por Annabel Jankel y Rocky Morton y protagonizada por Dennis Quaid y Meg Ryan. Es una adaptación de la película de 1949 Con las horas contadas.

## Argumento
La película narra la llegada de un hombre malherido a la comisaría donde pretende denunciar su propio intento de asesinato. En su declaración recuerda lo sucedido en las últimas horas. A partir del suicidio de uno de sus alumnos de su clase de literatura, a Dexter le aparecerán un misterio tras otro, al cabo de los cuales se da cuenta de que le han envenenado y solo le quedan 24 horas de vida. El hará de todo para averiguar quién le asesinó y por qué, pero no tiene demasiado tiempo.

## Reparto
- Dennis Quaid - Dexter Cornell
- Meg Ryan - Sydney Fuller
- Charlotte Rampling - Mrs. Fitzwaring
- Daniel Stern - Hal Petersham
- Jane Kaczmarek - Gail Cornell
- Christopher Neame - Bernard
- Robin Johnson - Cookie Fitzwaring
- Robert Knepper - Nicholas Lang
- Jack Kehoe - Detective Brokton
- Jay Patterson - Graham Corey

## Locación
Fue filmada en Austin (Texas), y San Marcos (Texas).

## Banda sonora
La música fue compuesta Chaz Jankel.
- Timbuk3 - Too Much Sex, Not Enough Affection
- Timbuk3 - Life is Hard
- Erik Hokkanen - If You See Me Laughing
- Billy idol - Rebel Yell
- The Waterboys - Don't Bang The Drum